# Heteropanax hainanensis
Heteropanax hainanensis är en araliaväxtart som beskrevs av C.B.Shang. Heteropanax hainanensis ingår i släktet Heteropanax och familjen Araliaceae. Inga underarter finns listade.